# 吹田市の地名
- 大阪府 > 吹田市 > 地名

吹田市の地名では、大阪府吹田市内に存在する町名を一覧にして記す。

## 現行の町名
まず市内の現行の町名を五十音順に列挙する。

### あ行
- 青葉丘北
- 青葉丘南
- 青山台1 - 4丁目
- 朝日が丘町
- 朝日町
- 泉町1 - 5丁目
- 内本町1 - 3丁目
- 江坂町1 - 5丁目
- 江の木町

### か行
- 樫切山
- 春日1 - 4丁目
- 片山町1 - 4丁目
- 金田町[注釈 1]
- 上山田
- 上山手町
- 川岸町
- 川園町
- 岸部北1 - 5丁目
- 岸部新町
- 岸部中1 - 5丁目
- 岸部南1 - 3丁目
- 寿町1 - 2丁目

### さ行
- 佐井寺1 - 4丁目
- 佐井寺南が丘
- 幸町
- 佐竹台1 - 6丁目
- 五月が丘北
- 五月が丘西
- 五月が丘東
- 五月が丘南
- 芝田町
- 清水
- 尺谷
- 昭和町
- 新芦屋上
- 新芦屋下
- 吹東町[注釈 2]
- 末広町
- 清和園町
- 千里丘上
- 千里丘北
- 千里丘下
- 千里丘中
- 千里丘西
- 千里万博公園
- 千里山霧が丘
- 千里山高塚
- 千里山竹園1 - 2丁目
- 千里山月が丘
- 千里山西1 - 6丁目
- 千里山虹が丘
- 千里山東1 - 4丁目
- 千里山星が丘
- 千里山松が丘

### た行
- 高城町[注釈 3]
- 高野台1 - 5丁目
- 高浜町
- 竹谷町
- 竹見台1 - 4丁目
- 垂水町1 - 3丁目
- 津雲台1 - 7丁目
- 出口町
- 天道町
- 豊津町

### な行
- 中の島町
- 長野西
- 長野東
- 西御旅町[注釈 4]
- 西の庄町

### は行
- 原町1 - 4丁目
- 東御旅町[注釈 5]
- 日の出町
- 平松町
- 広芝町
- 藤が丘町
- 藤白台1 - 5丁目
- 古江台1 - 6丁目
- 穂波町

### ま行
- 円山町
- 南金田1 - 2丁目[注釈 6]
- 南正雀1 - 5丁目[注釈 7]
- 南吹田1 - 5丁目
- 南清和園町
- 南高浜町
- 目俵町
- 元町
- 桃山台1 - 5丁目

### や行
- 山田市場
- 山田丘
- 山田北
- 山田西1 - 4丁目
- 山田東1 - 4丁目
- 山田南
- 山手町1 - 4丁目
- 芳野町

## 地名の変遷
括弧内は大字の場合は旧自治体名、数字の場合は成立年もしくは廃止年、町名の場合は旧町名である。

### 成立当初の地名
同市は1940年、三島郡吹田町・岸部村・千里村および豊能郡豊津村が対等合併することによって成立した。
成立当時は合併各町村の大字を継承した以下の大字・地区が編成されていた。
旧吹田町
町制時代は大字が編成されておらず、吹田市合併後もしばらくの間は大字が編成されていなかった。以下、この地区を単に「吹田」と表記する。
旧岸部村
- 吉志部（1976年廃止）
- 東（1976年廃止）
- 南（1976年廃止）
- 小路（1990年代頃廃止）
- 七尾（1990年代頃廃止）

旧千里村
- 佐井寺（1965年一部を豊中市に編入、1990年代頃廃止）
- 片山（1975年廃止）
- 千里山（1931年佐井寺より分立、1980年廃止）

旧豊津村
- 垂水（1968年廃止）
- 榎阪（1968年廃止）

### 新田村・山田村の編入と昭和前中期の町名設置
市内には1953年には新田村の一部（下新田）を、1955年には山田村をそれぞれ編入、以下の大字を継承した。
旧新田村
- 下新田（1965年一部を豊中市に編入、1980年廃止）

旧山田村
- 山田上（1958年一部を茨木市に、1965年・1968年一部を豊中市にそれぞれ編入、1981年廃止）
- 山田中（1965年一部を豊中市に編入、1973年廃止）
- 山田下（1958年一部を茨木市に編入、1990年代頃廃止）
- 山田小川（1958年一部を茨木市に編入、1981年廃止）
- 山田別所（1958年一部を茨木市に編入、1981年廃止）

また1950年からは主に中心部で町名設置が実施されている。1962年までに成立した町名を列挙する。
- 金田町（1950年、吹田）
- 千里山松が丘（1960年、千里山）
- 高野台1 - 5丁目（1962年、山田中・山田下・佐井寺・山田上・山田小川）
- 佐竹台1 - 6丁目（1962年、佐井寺・山田下）

### 昭和後期から現在までの町名の設置
その後市内では区画整理による町名設置や千里ニュータウンの開発、周辺自治体からの編入によって現在までに以下の町名が設置されている。
- 寿町1 - 2丁目（1963年、吹田）
- 中の島町（1963年、吹田）
- 西御旅町（1963年、吹田）
- 東御旅町（1963年、吹田）
- 内本町1 - 3丁目（1963年、吹田）
- 元町（1963年、吹田）
- 朝日町（1963年、吹田）
- 高浜町（1963年、吹田）
- 南高浜町（1963年、吹田）
- 高城町（1963年、吹田）
- 昭和町（1963年、吹田）
- 末広町（1963年、吹田）
- 日の出町（1963年、吹田）
- 津雲台1 - 7丁目（1963年、佐井寺・山田上・山田中・（豊中市）上新田、はじめ1 - 6丁目を編成、1965年に7丁目が成立。1968年7丁目の一部が豊中市に編入）
- 西の庄町（1964年、吹田）
- 清和園町（1964年、吹田）
- 泉町1 - 5丁目（1964年、吹田）
- 藤白台1 - 5丁目（1964年、山田上）
- 古江台1 - 6丁目（1964年、山田上、はじめ1 - 5丁目を編成、1968年に6丁目が成立。1965年1丁目の一部が豊中市に編入）
- 青山台1 - 4丁目（1964年、山田上）
- 出口町（1965年、片山・吹田）
- 山手町1 - 4丁目（1965年、垂水・片山）
- 片山町1 - 4丁目（1965年、片山・七尾・吹田）
- 天道町（1965年、片山・七尾・吉志部・南・吹田）
- 原町1 - 4丁目（1965年、片山・吉志部・小路・南）
- 朝日が丘町（1965年、片山）
- 藤が丘町（1965年、片山）
- 垂水町1 - 3丁目（1966年、垂水・榎阪・吹田）
- 円山町（1966年、垂水）
- 江坂町1 - 5丁目（1966年、榎阪・垂水、はじめ1 - 3丁目を編成、1968年4 - 5丁目が成立）
- 広芝町（1966年、垂水）
- 豊津町（1966年、榎阪・垂水）
- 江の木町（1966年、榎阪・垂水）
- 芳野町（1966年、榎阪）
- 竹見台1 - 4丁目（1967年、佐井寺・下新田・（豊中市）上新田）
- 桃山台1 - 5丁目（1967年、佐井寺・下新田、はじめ1 - 4丁目を編成、1969年5丁目が成立）
- 南金田1 - 2丁目（1968年、吹田）
- 南吹田1 - 5丁目（1968年、吹田）
- 南清和園町（1968年、吹田）
- 川岸町（1968年、吹田）
- 穂波町（1968年、吹田）
- 千里山西1 - 6丁目（1968年、千里山・垂水・下新田・佐井寺）
- 千里山東1 - 4丁目（1968年、千里山・垂水・片山・佐井寺・千里山松が丘）
- 幸町（1969年、吉志部・南・東・吹田）
- 吹東町（1969年、小路・南・吹田）
- 川園町（1969年、東・南・吹田）
- 竹谷町（1969年、佐井寺・片山）
- 佐井寺1 - 4丁目（1969年、佐井寺・小路・千里山）
- 佐井寺南が丘（1969年、佐井寺・片山）
- 上山手町（1969年、片山・佐井寺）
- 千里山高塚（1969年、佐井寺）
- 千里山月が丘（1969年、千里山・佐井寺）
- 千里山霧が丘（1969年、千里山・佐井寺）
- 千里山星が丘（1969年、千里山・佐井寺）
- 千里山虹が丘（1969年、千里山）
- 長野西（1972年、山田下）
- 長野東（1972年、山田下）
- 千里丘西（1972年、山田下）
- 千里丘北（1972年、山田下）
- 千里丘上（1972年、山田下）
- 千里丘中（1972年、山田下）
- 千里丘下（1972年、山田下）
- 新芦屋上（1972年、山田下）
- 新芦屋下（1972年、山田下）
- 青葉丘南（1972年、山田下）
- 青葉丘北（1972年、山田下・山田別所）
- 清水（1972年、山田下・山田小川・山田別所）
- 山田東1 - 4丁目（1973年、山田上・山田中・山田下・山田小川・山田別所）
- 山田北（1973年、山田上）
- 山田西1 - 4丁目（1973年、山田下・山田中・山田上・山田小川）
- 山田市場（1973年、山田下）
- 尺谷（1973年、山田下）
- 樫切山（1973年、山田下）
- 山田南（1972年、山田下）
- 岸部北1 - 5丁目（1975年、佐井寺・片山・東・南・山田下・吉志部・小路・七尾）
- 岸部中1 - 5丁目（1975年、佐井寺・片山・山田下・東・南・吉志部・小路・七尾）
- 目俵町（1976年、吉志部・吹田）
- 岸部南1 - 3丁目（1976年、小路・東・吉志部・南・七尾・吹田）
- 芝田町（1976年、小路・吉志部・東・南・七尾・吹田）
- 平松町（1976年、小路・東・吉志部・南・七尾・吹田）
- 南正雀1 - 5丁目（1976年、小路・吉志部・南・東・七尾・吹田）
- 春日1 - 4丁目（1980年、下新田・佐井寺）
- 千里山竹園1 - 2丁目（1980年、千里山・佐井寺）
- 千里万博公園（1981年、山田別所・山田上・山田下・山田小川・藤白台1丁目）
- 山田丘（1981年、山田上・山田小川）
- 上山田（1981年、山田上）
- 五月が丘北（1990年代頃、山田下など）
- 五月が丘西（1990年代頃、佐井寺など）
- 五月が丘東（1990年代頃、小路など）
- 五月が丘南（1990年代頃、佐井寺など）
- 岸部新町（2015年、芝田町[1]）

## 参考資料
- 角川日本地名大辞典 27 大阪府（1983年、角川書店）